# Sugar Rush (chanson)
Pour les articles homonymes, voir Sugar Rush.
Sugar Rush est une chanson du groupe pop féminin japonais AKB48. Elle est sortie pour la première fois le 30 octobre 2012 sur l'album de la bande sonore du film d'animation de Disney Les Mondes de Ralph,.

## Histoire
La chanson a été écrite pour le film d'animation Les Mondes de Ralph produit par les studios Disney et a été choisie comme générique de fin pour toutes les versions dans toutes les langues,.

## Membres de AKB48 qui participent
Les 10 membres qui ont participé sont : Tomomi Itano, Yuko Oshima, Yuki Kashiwagi, Rina Kawaei, Haruna Kojima, Mariko Shinoda, Haruka Shimazaki, Minami Takahashi, Jurina Matsui, Mayu Watanabe,.

## Crédits d'écriture
Les paroles sont de Yasushi Akimoto. La musique est de Jamie Houston,.

## Clip vidéo
Le clip vidéo a été réalisé par la photographe et cinéaste japonaise Mika Ninagawa, notamment la réalisatrice du clip pour Heavy Rotation, une autre chanson de AKB48. Sa première eu lieu à la première mondiale du film le 29 octobre 2012 à Los Angeles,.